# Поисково-спасательный комплекс космического корабля «Восток-1»
Поисково-спасательный комплекс космического корабля «Восток-1» — система, состоящая из бортовой радиоаппаратуры и пеленгации космического корабля, а также сети радиолокационных станций страны и других наземных средств, для поиска и спасения космонавта космического корабля «Восток-1» при первом полёте человека в космос.

## История
Главная роль в разработке поисково-спасательных средств и методов для космических кораблей типа «Восток» была отведена НИИ-4 МО.
Учеными были определены состав устройств радиоаппаратуры и пеленгации космического корабля. Важны было и разработка методов деятельность наземных служб спасения космонавта и радиолокационных станций страны. Руководство этими работами осуществлялось под научным руководством А. И. Соколова и Ю. А. Мозжорина. Медицинское обеспечение поиска и эвакуации первых советских космонавтов обеспечивал ученый-медик С. А. Гозулов.
В процессе запусков первых космических кораблей с целью выдачи данных целеуказаний поисково-спасательных средств отработаны алгоритмы и методы получения прогноза точки приземления космонавта и спускаемого аппарата. Также была отработана взаимодействие технических средств Ракетных войск, ВВС, ВМФ, Комитета государственной безопасности при Совете Министров СССР и Противовоздушной обороны страны.
Согласно Постановлению № 77 ЦК КПСС и Совета Министров СССР "Об объекте «Восток-ЗА», для решения задач поиска и эвакуации была создана специальная поисково-спасательная служба во главе со штабом. Служба была укомплектована различными самолетами и вертолетами, средствами связи, транспортными приспособлениями для эвакуации спускаемого аппарата. Созданы поисковые базы в районе расчетного приземления.
Создана система оповещения кораблей Военно-морского флота и Министерства морского флота, оказавшихся в районе аварийного приводнения космического корабля о розыске космонавта.
12 апреля 1961 года в 10:48 во время приземления Юрия Гагарина радар близлежащего ракетно-зенитного дивизиона ПВО засёк неопознанную цель — это был спускаемый аппарат (зенитчиков за сутки до этого предупредили, чтобы они следили за «контейнерами с неба»). После катапультирования целей на радаре стало две.